# Pareto-eloszlás
A Pareto-eloszlás folytonos, félig végtelen intervallumú eloszlás [0,∞), mely számos szociális, tudományos, geofizikai és biztosítási területen alkalmazható, illetve jellemző az ezeken a területeken tapasztalt jelenségekre. A közgazdaságtan területén kívül időnként Bradford-eloszlásnak nevezik. A Pareto-eloszlás Vilfredo Pareto (1848 – 1923) olasz mérnök, szociológus, közgazdász és filozófusról kapta a nevét.

## Alkalmazása
Pareto eredetileg ezt az eloszlást egy társadalmi jelenségre alkalmazta.
Pareto azt állította, hogy a megtermelt javak közel 80%-a a társadalom 20%-ához kerül a társadalomra jellemző vagyonelosztás során.
Az elméletét a keresetek eloszlására is alkalmazta.
Ezt az elképzelést egyszerűbben az úgynevezett Pareto-elv fejezi ki, vagy más néven a “80-20-as szabály”,mely azt mondja, hogy a lakosság 20%-a befolyásolja a népesség 80%-nak a vagyonát. Megjegyzendő, hogy a 80-20-as szabály csak bizonyos α értékek mellett érvényes. A korabeli angol adatok szerint a lakosság 30%-a rendelkezik a bevételek 70%-val.
A valószínűség sűrűségfüggvényen látható, hogy a lakosság tört része, mely személyre vetítve birtokolja a vagyon kis részét, illetve ennek nagy a valószínűsége, majd egyenletesen csökken, ahogy a vagyon nő. (meg kell jegyezni, hogy a Pareto-eloszlás nem nyújt teljesen reális képet az alsó végen).
Az eloszlás nem korlátozódik csak a lakosság vagyoni eloszlására, a következő esetekben is közelítően alkalmazható a Pareto-eloszlás:
- Települések eloszlása (kevés város, sok falu/kis település) )[3]
- Internet forgalom eloszlása (sok kicsi fájl, kevesebb nagy fájl)
- Merevlemezek hibarátája[4]
- Bose-Einstein-féle sűrűsödés az abszolút zéró közelében
- Olajmezők eloszlása
- Meteoritok mérete
- Homokszemcsék mérete
- Erdőtüzek eloszlása
- Meteorológiában:az évenkénti árvizek és nagy csapadékok eloszlása/valószínűsége

## Meghatározás

Valószínűségsűrűség-eloszlás

Kumulatív eloszlás függvény

Ha X a Pareto-eloszlás (I. Tip) valószínűségi változója, akkor annak valószínűsége, hogy X nagyobb, mint x, azaz a túlélési függvény (farok függvénynek is hívják):
{\displaystyle {\overline {F}}(x)=\Pr(X>x)={\begin{cases}\left({\frac {x_{\mathrm {m} }}{x}}\right)^{\alpha }&{\text{for }}x\geq x_{\mathrm {m} },\\1&{\text{for }}x<x_{\mathrm {m} }.\end{cases}}}
ahol xm a minimálisan lehetséges (pozitív) értéke X-nek, és α egy pozitív paraméter.
Az I. típusú Pareto-eloszlást a xm skálaparaméter, és a α paraméter jellemzi, mely farok indexként is ismert.
Abban az esetben, amikor a Pareto-eloszlást a gazdagság eloszlására használják, akkor az α paramétert Pareto-indexnek hívják.

## Tulajdonságok

### Kumulatív eloszlás függvény
A Pareto-eloszlás kumulatív eloszlás függvénye α és xm paraméterekkel:
{\displaystyle F_{X}(x)={\begin{cases}1-\left({\frac {x_{\mathrm {m} }}{x}}\right)^{\alpha }&{\text{for }}x\geq x_{\mathrm {m} },\\0&{\text{for }}x<x_{\mathrm {m} }.\end{cases}}}
Ha lineáris koordináta-rendszerben ábrázoljuk, akkor az eloszlás az ismerős J alakú görbét mutatja, mely aszimptotikusan közelít mindkét végén.
Log-log koordináta-rendszerben ábrázolva egyenes vonal adódik.

### Valószínűségsűrűség-függvény
{\displaystyle f_{X}(x)={\begin{cases}\alpha \,{\dfrac {x_{\mathrm {m} }^{\alpha }}{x^{\alpha +1}}}&{\text{for }}x\geq x_{\mathrm {m} },\\[12pt]0&{\text{for }}x<x_{\mathrm {m} }.\end{cases}}}

### Momentum és a karakterisztikus függvény
A Pareto-eloszlást követő valószínűségi változó várható értéke:
{\displaystyle E(X)={\begin{cases}\infty &{\text{if }}\alpha \leq 1\\{\frac {\alpha x_{\mathrm {m} }}{\alpha -1}}&{\text{if }}\alpha >1\end{cases}}.}
A szórásnégyzet:
{\displaystyle \mathrm {Var} (X)={\begin{cases}\infty &{\text{if }}\alpha \in (1,2]\\\left({\frac {x_{\mathrm {m} }}{\alpha -1}}\right)^{2}{\frac {\alpha }{\alpha -2}}&{\text{if }}\alpha >2\end{cases}}.}
(Ha {\displaystyle \alpha \leq 1}, a szórásnégyzet nem létezik).
A momentum:
{\displaystyle \mu _{n}'={\begin{cases}\infty &{\text{if }}\alpha \leq n\\{\frac {\alpha x_{\mathrm {m} }^{n}}{\alpha -n}}&{\text{if }}\alpha >n\end{cases}}.}

A momentum generáló függvény csak nem pozitív értékekre definiálható (t≤0 ):

{\displaystyle M\left(t,\alpha ,x_{\mathrm {m} }\right)=E(e^{tX})=\alpha (-x_{\mathrm {m} }t)^{\alpha }\Gamma (-\alpha ,-x_{\mathrm {m} }t){\text{ and }}M\left(0,\alpha ,x_{\mathrm {m} }\right)=1.\,}
A karakterisztikus függvény:
{\displaystyle \varphi (t;\alpha ,x_{\mathrm {m} })=\alpha (-ix_{\mathrm {m} }t)^{\alpha }\Gamma (-\alpha ,-ix_{\mathrm {m} }t),}

ahol Γ(a, x) az inkomplett gamma függvény.

#### Geometrikus várható érték
A geometrikus várható érték (G):
{\displaystyle G=x_{m}\exp(1/\alpha )}

#### Harmonikus várható érték
A harmonikus várható érték (H):
{\displaystyle H=x_{m}(1+{\frac {1}{\alpha }})}

## Kapcsolat más eloszlásokkal

### Exponenciális eloszlás
A Pareto-eloszlás a következő módon kapcsolódik az exponenciális eloszláshoz:
Ha X is Pareto-eloszlású minimum xm és index α, paraméterekkel, akkor:
{\displaystyle Y=\log \left({\frac {X}{x_{\mathrm {m} }}}\right)}
akkor exponenciális eloszlású α intenzitással.
Hasonlóan, ha Y exponenciális eloszlású α intenzitással, akkor
{\displaystyle x_{\mathrm {m} }e^{Y}\,}
Pareto-eloszlású, minimum xm és index α paraméterekkel.

### Lognormális eloszlás
A Pareto-eloszlás és a log-normális eloszlás egymásnak alternatív eloszlásai a hasonló tipusú mennyiségek esetén.
A kettő közötti kapcsolatra jellemző, hogy mindkét esetben a változók eloszlása exponenciális, más paraméterek mellett.

### Zipf-eloszlás
Míg a Pareto-eloszlás folytonos eloszlás, a Zipf-eloszlást szokták Zéta-eloszlásnak is hívni, és a Pareto-eloszlás diszkrét változatának.

## Szimmetrikus Pareto-eloszlás
A szimmetrikus Pareto-eloszlást a sűrűség függvénnyel definiálhatjuk:

{\displaystyle f(x;\alpha ,x_{\mathrm {m} })={\begin{cases}(\alpha x_{\mathrm {m} }^{\alpha }/2)|x|^{-\alpha -1}&{\text{for }}|x|>x_{\mathrm {m} }\\0&{\text{egyébként}}.\end{cases}}}
A Pareto-eloszlással hasonló formája van {\displaystyle x>x_{\mathrm {m} }} esetben, és az y tengelyre tükörszimmetrikus.